# حي بويش (المكلا)
حي بويش هو أحد أحياء مدينة المكلا في محافظة حضرموت اليمنية. يبلغ تعداد سكانه 4293 نسمة حسب التعداد السكاني في اليمن لعام 2004.